# ورزشگاه استاد دو لوب
ورزشگاه استاد دو لوب (فرانسوی: Stade de l'Aube‎) یک ورزشگاه فوتبال در شهر تروا، فرانسه است.
این ورزشگاه که در سال ۱۹۲۴ تأسیس شده دارای ۲۰٬۴۰۰ نفر ظرفیت است.